# Белемнити
Белемнити (Belemnites) са род фосилни Главоноги (Cephalopoda) мекотели, които са били широко разпространени през юрата и кредата в топлите тропични морета. Изчезват повсеместно в края на горна креда. Белемнитите принадлежат към групата на т.нар. вътрешночерупчести главоноги (Endocochlia), при които скелетът е обхванат от мекото тяло, както е при съвременните сепии и калмари. В днешно време от тях се откриват най-често т. нар роструми. Отложенията имат извънредно голямо разпространение.
Наличието на белемити говори най-често за съществуването на топло тропическо море през период креда на мезозойската ера.
- Белемнити от колекцията на Мария Стоянова-Вергилова, изложени в Музея по палеонтология и исторична геология на Софийския университет
- Duvalia lata (Blainville), валанж, Селище, Габровско
- Duvalia lata (Blainville), валанж, Тревненско
- Duvalia lata (Blainville), валанж, Стара река, Еленско
- Duvalia lata constricta (Uhlig) валанж, Селище, Габровско
- Duvalia  lata constricta (UHLIG) валанж Ганев дол, Еленско
- Duvalia rafaeli sp. nov. хотрив, Памукчии, Шуменско
- Duvalia rafaeli sp. nov. хотрив град Шумен
- Duvalia rafaeli sp. nov. хотрив град Шумен
- Duvalia rafaeli sp. nov. хотрив Крумово Шуменско
- Duvalia emerici (Raspail) валанж, Белотинци, Монтанско
- Duvalia hybrida (Duval-Jouve) хотрив Момино, Търговищко
- Duvalia polygonalis (BLAINVILLE) хотрив север от Нови Пазар, Шуменско
- Duvalia polygonalis (Blainville) хотрив град Шумен
- Duvalia polygonalis (BLAINVILLE) хотрив, Теке дере, Шуменско
- Duvalia cf. trabiformis (Duval- Jouve) хотрив, Белоградец, Новопазарско
- Duvalia trabiformus (Duval-Jouve) хотрив, Кюлевча, Шуменско
- Duvalia cf. trabiformis (DUVAL-JOUVE) хотрив,  Теке дере, Шумен